# Guerra comercial
La guerra comercial és el conflicte que esclata entre dos territoris per dominar el comerç d'una zona o mercaderia, així com les traves, impostos i barreres que posen al lliure comerç, incloent els subsidis als propis productors. La guerra comercial perjudica l'economia global, encara que pugui beneficiar a un sector concret davant la competència estrangera. En l'actualitat es duu a terme mitjançant lleis i repartiment de zones d'explotació, més que a partir de l'agressió directa o el bloqueig del transport, com passava en altres segles.